# 在日韓国人をはじめとする永住外国人住民の法的地位向上を推進する議員連盟
在日韓国人をはじめとする永住外国人住民の法的地位向上を推進する議員連盟（ざいにちかんこくじんをはじめとするえいじゅうがいこくじんじゅうみんのほうてきちいこうじょうをすいしんするぎいんれんめい）は、2008年1月に民主党内に設置された議員連盟。在日韓国・朝鮮人など「永住外国人に地方選挙権を付与する法案」を通常国会で提出し、実現させることを目的としている。

## 概要
民主党は、外国人地方参政権付与法案を1998年・2000年に提出していたが、いずれも廃案となっていた。しかし、2005年に韓国が永住外国人の地方選挙権を認めたことから、白眞勲・川上義博・津村啓介・千葉景子らは「相互主義の観点からも、これ以上放置できない」として民主党内で呼びかけ、この議員連盟が発足した。
当時の連立与党では、外国人地方参政権付与に自民党は慎重であり、逆に公明党が強く求めていることから「参院に民主党が法案を提出し、公明党に賛成を呼びかければ、与党の分断を図ることができる」ともした。しかし、民主党内の保守派議員からは「憲法上も、国のあり方という観点からも、絶対に認められない」し、「逆に党内に亀裂が生じるのではないか」という批判が出た。
会長の岡田克也は2008年1月30日の初会合にて「この外国人地方参政権問題は、民主党としては長年の政策であり、悲願でもあった。私も政策責任者だったおりに、この法案を何度か国会に提出しながら、実現しないことに責任を感じてきた。党として、しっかり法案提出に持って行く。それがこの議連の役割だ。多様な価値観を認める日本の象徴が、この法案だ。」と語った。
岡田が会長に選出にされたことについては「小沢一郎代表肝いり」「岡田氏の会長就任は『岡田氏が意見調整すれば、党内をまとめやすいと小沢氏が判断したため』（議連関係者）と見られる」と小沢の関与が指摘された。
小沢は、2008年2月の訪韓の際に、大統領の李明博から「在日本大韓民国民団（民団）からの要望」もあり、地方参政権付与の協力を求められ、「在日韓国人への参政権付与を与えるのがもたもたしているのは遺憾に思っている」と成立に強い意欲を示し、2008年12月には民団が民主党の支援を表明し、小沢はそれに謝意を伝えている。一方、北朝鮮系と言われる朝鮮総連は、一貫して在日朝鮮人の選挙権付与へ強硬に反対している。
2008年3月には、副会長の小沢鋭仁が民団の山梨県本部総会に出席。「政権奪取で在日韓国人の地方参政権を実現する」と演説した。
2009年4月には、勉強会に招いた櫻井よしこから参政権付与には帰化をさせるべきと意見され、参加した一部の議員は「極めて共鳴した」（蓮舫）、「おおむね私の認識と同じだ」（牧義夫）と共感した一方、会長の岡田は「『選挙権を得たければ国籍を捨てろ』といわれたら許せない」などと主張し、意見を受け入れなかった。
民主党は、2009年8月の第45回衆議院議員総選挙へのマニフェストには在日外国人への地方参政権付与についての記載を見送った。
2010年7月の第22回参議院議員通常選挙で、呼びかけ人の1人である法務大臣の千葉景子が落選（法相は続投）し、他にもメンバー6名が落選した。またメンバーで改選を迎えた藤末健三と前田武志が、この選挙に際して外国人参政権への反対意見を表明。ただし、藤末は自身が既に議連のメンバーではないと主張しつつも、「当面は」と反対が期限付であることも明言し、将来の外国人参政権への含みを持たせている。

## 提言
2008年5月、同議員連盟は「永住外国人への地方選挙権付与に関する提言」をまとめている。この中では、（1）対象者を「特別永住者」のみならず「一般永住者」まで拡大すること（ただし国交のない北朝鮮国籍者を除く）、（2）「相互主義」を前提とせずに外国人参政権を与えるつもりであること、（3）対象選挙を「地方選挙権」に限ること（直接請求権・公務就任権は今後必要に応じて検討）、（4）「申請主義」を採用し、要件として20歳以上で3ヶ月以上居住していること－等をまとめている（この提言が現在の民主党案の草案として想定されているものである）。

## 所属議員
発足時は民主党の国会議員65人（衆議院29人・参議院36人）が参加していた。発足後、参加者の一部（藤末健三、前田武志ら）が外国人参政権反対に意見を変えた他、当時参加していた議員のほとんどが引退・落選・離党しており、既に実質的な活動は行えない状況になっている。
| 会長     | 副会長 | 幹事 | 呼びかけ人                        |
| -------- | ------ | ---- | --------------------------------- |
| 岡田克也 |        |      | 白眞勲 川上義博 千葉景子 津村啓介 |

| 衆議院議員                          | 衆議院議員                          | 衆議院議員                 | 衆議院議員                  |
| 立憲民主党（6名）                   | 立憲民主党（6名）                   | 立憲民主党（6名）          | 立憲民主党（6名）           |
| ----------------------------------- | ----------------------------------- | -------------------------- | --------------------------- |
| 岡田克也 （12回、三重3区）          | 近藤昭一 （10回、愛知3区）          | 末松義規 （8回、東京19区） | 西村智奈美 （7回、新潟1区） |
| 津村啓介 （7回、比例中国・岡山2区） | 平岡秀夫 （6回、比例中国・山口2区） |                            |                             |
| 日本維新の会（1名）                 |                                     |                            |                             |
| 前原誠司 （11回、京都2区）          |                                     |                            |                             |
| 参議院議員                          |                                     |                            |                             |
| 立憲民主党（1名）                   |                                     |                            |                             |
| 水岡俊一 （3回、比例区）            |                                     |                            |                             |

### 過去の在籍者

#### 元衆議院議員
自由民主党
- 岩國哲人（2009年に引退、自民党政調顧問に就任）

旧民主党
- 金田誠一（2009年に引退）
- 小宮山洋子（2012年に落選、2013年に引退）
- 三井辨雄（2012年に落選）

旧民進党
- 藤井裕久（2012年に引退）
- 仙谷由人（2012年に落選、2014年に引退）
- 細川律夫（2012年に落選、2014年に引退）
- 横路孝弘（2017年に引退）

旧希望の党
- 小沢鋭仁（副会長・2012年に離党）

旧国民民主党
- 奥村展三（2012年に落選、2013年に引退）

立憲民主党
- 藤村修（2012年に落選、2013年に引退）
- 赤松広隆（2021年に引退）
- 佐々木隆博（2021年に引退）
- 武内則男（2021年に落選）
- 横光克彦（2021年に落選）
- 中川正春（2024年に引退）

国民民主党
- 川端達夫（2017年に引退）

諸派・無所属
- 鳩山由紀夫（2012年に引退）
- 筒井信隆（2012年に落選）
- 三日月大造（2014年に辞職、滋賀県知事に転身）
- 郡和子（2017年に辞職、仙台市長に転身）

#### 元参議院議員
自由民主党
- 藤末健三（2010年の改選時に、既に退会しているとの自身の認識と反対意見を表明）

旧民主党
- 佐藤泰介（2010年に引退）
- 松岡徹（2010年に落選）
- 今野東（2012年に辞職、衆院への鞍替えを図るも落選）
- 加賀谷健（2013年に引退）
- 一川保夫（2013年に落選）
- 岡崎トミ子（2013年に落選）
- 谷博之（2013年に落選）
- ツルネン・マルテイ（2013年に落選）
- 松野信夫（2013年に落選）
- 前田武志（2016年に引退、後に反対意見を表明）

旧生活の党
- 工藤堅太郎（2010年に落選）

旧民進党
- 家西悟（2010年に落選）
- 千葉景子（呼びかけ人・2010年に落選）
- 簗瀬進（2010年に落選）
- 轟木利治（2013年に落選）
- 津田弥太郎（2016年に引退）

立憲民主党
- 犬塚直史（2010年に落選）
- 山下八洲夫（2010年に落選）
- 友近聡朗（2012年に辞職、衆院への鞍替えを図るも落選）
- 藤谷光信（2013年に引退）
- 神本美恵子（2019年に引退）
- 藤田幸久（2019年に落選）
- 小川敏夫
（2022年に引退）
- 那谷屋正義
（2022年に引退）
- 白眞勲
（2022年に落選）

れいわ新選組
- 大島九州男（2019年に落選）

日本維新の会
- 室井邦彦（2013年に離党、2024年に死去）

諸派・無所属
- 中村哲治（2012年に落選）
- 川上義博（呼びかけ人・2013年に落選）
- 谷岡郁子（2013年に落選）
- 藤原良信（2013年に落選）
- 横峯良郎（2013年に引退）
- 増子輝彦（2022年に引退）